# 이원분산분석
이원분산분석(二元分散分析, two-way ANOVA)은 예컨대 종속 변수가 한 개이고 독립 변수가 두 개인 실험 집단에서 집단 간 차이를 분석하는 기법을 가리킨다. 분산 분석 기법(ANOVA)의 하나이다.

## 개발
1925년 로널드 피셔는 유명한 저서인 '연구자를 위한 통계 기법'(Statistical Methods for Research Workers 7 장 및 8 장)에서 양방향(2way) ANOVA를 언급했다. 1934년에 프랭크 예이츠(Frank Yates)는 불균형 문제(the unbalanced case)를 다루기위한 절차적 과정으로 동시 분류(Classified simultaneously)에 관한 연구를 발표했다. 그 이후로 광범위한 연구와 문헌이 제작되었다. 이 주제는 1993년 야스나리 후지코시가 이를 다룬바있다.2005년 앤드류 젤먼(Andrew Gelman)은 다단계 모델로 간주되는 ANOVA의 다른 접근 방식을 제안했다. 현재 이원분산분석에대한 관련기술은 프로그래밍적으로도 공개 및 개발되어 널리 사용되고있다.

## 상호작용효과
하나의 종속변수에 대해서 독립변수로 다루어지는 요인들은 2개 이상이므로 각각의 요인 자체가 갖는 주효과뿐만 아니라 요인들간의 상호작용효과는 분석의 전제 가정들과 결과의 검증에서 주요하게 다루어져야할 필요가 있다.

## PSPP
통계프로그램 PSPP에서 이원분산분석과 관련된 분석을 구현하기 위한 구문 예
> GLM subject BY sex age_group race
/DESIGN = age_group sex group age_group*sex age_group*race

## 같이 보기
- F분포